# スパルサートラの戦い
スパルサートラの戦い（スウェーデン語:Slaget vid Sparrsätra、英語:Battle of Sparrsätra）は、1247年にエンシェーピング近郊スパルサートラで発生した、スウェーデン王エリク11世とホルムイェル・クヌートソン率いる反乱軍の戦闘。スウェーデン史上で資料の少ない時期であり、戦闘の詳細は不明瞭である。

## 背景
先史時代から、ウップランドのスウェーデン人はスウェーデン王を選挙により選出していた。この王に対して、スウェーデン人は納税の形でなく、兵役や船の供出によって従っていた（レイダング制）。王権の基盤を安定させるべく、エリク11世がレイダング制の廃止と貨幣による課税制度の導入を試みたこと、そして十分の一税を要求する教会への反発が、反乱の要因となったと考えられている。
ヴェステルイェートランドのイェート人（ギート人）は12世紀後半から十分の一税を支払い始めるなど自治を行っていた。イェート人がレイダング制に組み込まれていた時期があるかどうかは不明だが、彼らは早い段階で租税制度を受け入れている。
また、1247年という年代の前後には、スウェーデンのヤール職がウルフ・フォースからビルイェル・ヤールに移行している（ウルフ・フォースが戦いの前に死んだのか、反乱の中で戦死するか処刑された結果としてビルイェルが後を襲ったのかは不明である）。さらにはかつてエリク11世を追放して一時期スウェーデン王の座にあったクヌート2世の息子であるホルムイェル・クヌートソンが成長し、王位請求の意思を見せ始める時期も重なった。ウルフ・フォースが反乱勃発の前に死んだとすれば、それはエリク11世に近いビルイェルにとっては王位請求者ホルムイェルとウップランドの反攻勢力を一掃する好機と見えたはずである。

## 戦場

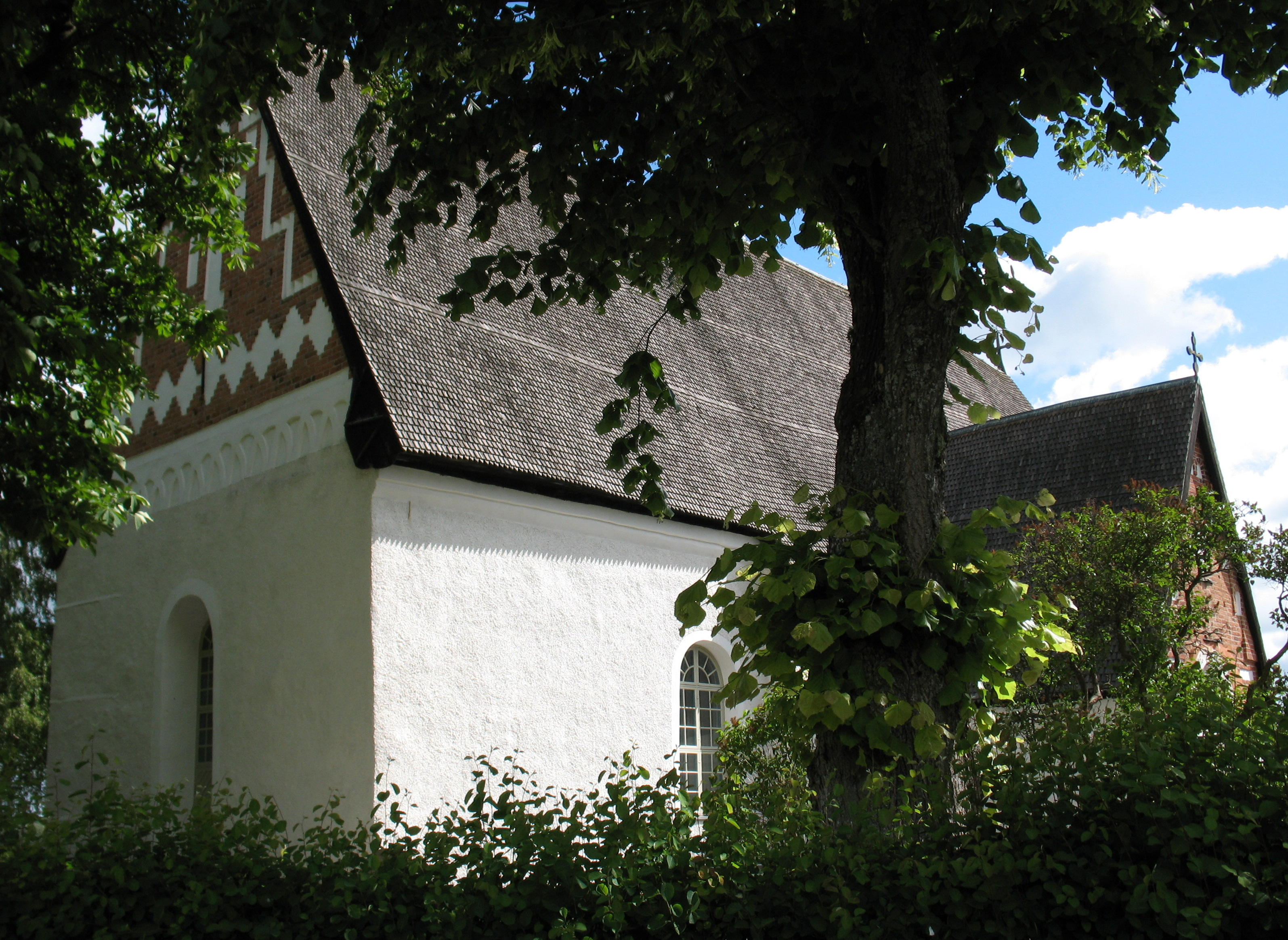
スパルサートラ教会

スパルサートラはエンシェーピングの北に位置する。伝承によれば戦闘はスパルサートラ教会の西の低湿地で行われたというが、ホルムイェル軍は数キロメートル東方のレネに野営しており、そこで野戦築城を行った可能性もある。

## 戦闘
スパルサートラの戦いは、中部スウェーデンにおける最初の重騎兵が参加した戦いと位置付けることができる（南部スコーネでは1134年のフォーテヴィケンの戦いですでに重騎兵が投入されている。）。国王軍の熟練した重騎兵は、ホルムイェル軍の徴募兵を打ち破った。
14世紀のセーデルマンランド法には、反乱軍に徴集された農民兵は剣や投げ槍、槍などを持ちヘルメットを装備していたと記されている。しかし実際のところ、大多数の装備は剣や戦斧くらいの物だったと考えられる。同時代の物語であるスノッリ・ストゥルルソンの『王のサガ』には石で戦う戦士の描写が散見される。

## 余波
戦後、ホルムイェルは北方のイェストリークランドへ逃れたが、間もなく捕らえられ斬首された。エリクの年代記によれば、エリク11世は当時の慣習に従ってホルムイェルらの葬儀に参加し、かつての敵を讃えた。敗れたウップランド人の中にはホルムイェルを非公式ながら聖人とする運動が生まれ、彼の死の数年後にはホルムイェルの名のついた奇跡がデンマークにまで伝えられたという。
同じ1247年、教皇特使のモデナのヴィルヘルムが混乱の小さいエステルイェートランドを訪れ、ビルイェル・ヤールと会見している。彼が帰国して報告したところによれば、ビルイェルはヴィルヘルムに抗争の調停を依頼しており、また1248年3月の報告によれば、停戦の合意が成立していたという。これはシェニングで行われた、スウェーデン全土を正式にカトリックの元に統合する会議の事を指していると思われる。
ウップランド人は他のスウェーデンの地域と同様の納税を余儀なくされ、レイダング制は消滅に向かった。シグトゥーナの年代記に記されている新しい税制は、後にウップランド法にも記載された。この安定した税収により、スウェーデン王は重騎兵の軍団を整備して強圧的な統治の確立に成功した。
この数十年後、マグヌス3世が一部の戦士階級への税を免除したことで中世スウェーデンにおける貴族階級が発生した。彼らは騎士に完全装備を施せるだけの富を手に入れ、スウェーデン軍の中枢を担うようになった。
この戦いの結果は、アイスランドやデンマークの年代記には悪名高いものとして語られる一方、スウェーデンでは伝説として17世紀まで語り継がれた。ウップランド人は周辺の人々に貢納を要求し収奪する立場から、逆に王に貢納する存在になった。

## 注記
1. ↑  1296年以前の「ウップランド」という地名は、現在のウップランド地方のうち内陸部、すなわちRoslagenなど海岸地帯を除く地域を指していた。Lindström & Lindström 2006, pp. 147-150を参照のこと。
2. 1 2  Lindström & Lindström 2006, p.151
3. ↑  Lindström & Lindström 2006, p.152
4. ↑  Lindström & Lindström 2006, p.153
5. ↑  Sparrsätra in Nationalencyklopedin, tome 17, page 113. (1995)
6. 1 2  Lindström & Lindström 2006, p.154
7. ↑  Larsson 2002, p.177
8. ↑  Lindström & Lindström 2006, p.155
9. 1 2  Lindström & Lindström 2006, p.156
10. 1 2  Larsson 2002, p. 178
11. ↑  Lindström & Lindström 2006, p.167
12. ↑  Lindström & Lindström 2006, p.168ff
13. 1 2  Lindström & Lindström 2006, p.157
14. ↑  Lindström & Lindström 2006, p.158
15. 1 2  Larsson 2002, p. 179